# Ephraïm Inoni
Ephraïm Inoni, né le 16 août 1947 à Bakingili (vers Victoria, actuel Limbé, Cameroun britannique), est un homme d'État camerounais d'ethnie Bakweri. Il est Premier ministre de 2004 à 2009.

## Biographie

### Enfance, formation et débuts
Il fait ses études primaires et secondaires à Victoria (actuel Limbé) de 1954 à 1967. Il suit une formation en administration à l'École nationale d'administration et de magistrature (ENAM) à Yaoundé. Il obtient par la suite un master en affaire et administration publique à la Southeastern University (Washington, D.C.) (en) aux États-Unis en 1984.

### Premier ministre du Cameroun
Il est nommé chef du gouvernement par le président Paul Biya le 8 décembre 2004 lors d'un remaniement ministériel. Inoni remplace Peter Mafany Musonge à ce poste. Il est membre du Rassemblement démocratique du peuple camerounais (RDPC), le parti présidentiel et est un des plus proches collaborateurs du président en tant que secrétaire-adjoint de la présidence de la République.

### Gouvernements
- Gouvernement du 22 septembre 2006
- Gouvernement du 7 septembre 2007

## Événements
Le 16 avril 2012, il est arrêté dans le cadre de l'opération Épervier qui lutte contre la corruption.